# هينينج ماير
هينينج ماير (بالألمانية: Henning Meyer)‏ هو عالم اجتماعي ألماني، ولد في 1978.

## وصلات خارجية
- الموقع الرسمي